# Ratpenat de sacs alars de Peters
El ratpenat de sacs alars de Peters (Balantiopteryx plicata) és una espècie de ratpenat de la família dels embal·lonúrids que es troba a Costa Rica, El Salvador, Guatemala, Hondures, Mèxic i Nicaragua.

## Subespècies
- Balantiopteryx plicata pallida
- Balantiopteryx plicata plicata